# بانوی اژدها
بانوی اژدها یا لیدی دراگون (به انگلیسی: Lady Dragon) یک فیلم رزمی محصول سال ۱۹۹۲ سینمای اندونزی به کارگردانی دیوید ورث با بازی هنرمند رزمی سینتیا روتراک است.
قسمت دوم این فیلم با عنوان بانوی اژدهای ۲ در سال ۱۹۹۳ منتشر شد‌.

## بازیگران
- سینتیا روتراک در نقش کتی گالاگر
- ریچارد نورتون در نقش لودویگ هاپتمن
- رابرت گینتی در نقش گیبسون
- بلا اسپرانس در نقش سوزان
- هنگکی تورناندو در نقش آلن
- توماس فورچر در نقش جان گالاگر

## داستان
کتی گالاگر در یک ماموریت انتقام از رئیس جنایت بی‌رحمانه لودویگ هاوپتمن است که دستور مرگ شوهرش را در روز عروسی او صادر کرد. او به هاوپتمن نزدیک می‌شود تا به خاطر انتقام کورش مجازات شود. کتی توسط یک استاد هنرهای رزمی پیدا می‌شود که به او سبک مبارزه می‌آموزد تا بتواند از دشمنش انتقام بگیرد.